# Rebel Wilson
Rebel Melanie Elizabeth Wilson, född  Melanie Elizabeth Bownds den 2 mars 1980 i Sydney, är en australisk komiker, manusförfattare och skådespelare.
År 2011 fick Wilson internationell uppmärksamhet när hon gjorde en biroll i Bridesmaids där hon spelar Brynn, systern till Matt Lucas karaktär. Hon har även gjort rösten till Raz i Ice Age 4 – Jorden skakar loss. Mellan 2012 och 2017 spelade hon rollen som Fat Amy i de tre Pitch Perfect-filmerna. I oktober 2013 hade serien Super Fun Night premiär till vilken Wilson skrivit manus, producerat samt spelar huvudrollen i.
Hon har en dotter född 2022 genom surrogatmödraskap. Sedan 2024 är hon gift med designern Ramona Agruma.

## Filmografi i urval
- 2011 – Bridesmaids
- 2012 – Ice Age 4 - Jorden skakar loss (röst)
- 2012 – What to Expect
- 2012 – Möhippan
- 2012 – Small Apartments
- 2012 – Struck by Lightning
- 2012 – Pitch Perfect
- 2013 – Pain & Gain
- 2013–2014 – Super Fun Night (TV-serie)
- 2014 – Natt på museet: Gravkammarens hemlighet
- 2015 – Pitch Perfect 2
- 2016 – How To Be Single
- 2017 – Pitch Perfect 3
- 2019 – Isn't It Romantic
- 2019 – Jojo Rabbit
- 2020 – Celebrity IOU (TV-serie)
- 2022 – Senior Year
- 2025 – Bride Hard